# Цвітненська волость
Цвітненська волость — адміністративно-територіальна одиниця Чигиринського повіту Київської губернії з центром у селі Цвітному.
Станом на 1886 рік складалася з 13 поселень, 10 сільських громад. Населення — 8588 осіб (4253 чоловічої статі та 4335 — жіночої), 1167 дворових господарства.
|                     | Площа, десятин | У тому числі орної, дес. |
| ------------------- | -------------- | ------------------------ |
| Сільських громад    | 8067           | 5793                     |
| Приватної власності | 735            | 630                      |
| Іншої власності     | 165            | 97                       |
| Загалом             | 8967           | 6520                     |

Основні поселення волості:
- Цвітне — колишнє державне село за 18 верст від повітового міста, 1900 осіб, 363 двори, 2 православні церкви, 2 постоялих будинки, 3 лавки, базари.
- Вищеверещацька — колонія євреїв-землевласників при річці Сухий Тясмин, 500 осіб, 10 дворів, постоялий будинок.
- Вищі Верещаки — колишнє державне село при річці Сухий Тясмин, 1400 осіб, 240 дворів, православна церква, школа, постоялий будинок, лавка.
- Соснівка — колишнє державне село при річці Сухий Тясмин, 1086 особи, 185 дворів, православна церква, школа, постоялий будинок, 2 постоялих будинки, 3 лавки.
- Соснівська — колонія євреїв-землевласників при річці Сухий Тясмин, 399 осіб, 20 дворів, молитовний будинок, постоялий будинок.
- Форостенська (Рексине) — колонія євреїв-землевласників, 234 особи, 2 двори, молитовний будинок, постоялий будинок.
- Цвітненська — колонія євреїв-землевласників, 1176 осіб, 50 дворів, молитовний будинок, 2 постоялих будинки, лавка.

Старшинами волості були:
- 1909—1912 роках — Степан Климович Савченко[2],[3];
- 1913—1915 роках — Аверкій Андрійович Стороженко[4],[5],[6];